# Melanophthalma penai
Melanophthalma penai es una especie de coleóptero de la familia Latridiidae.

## Distribución geográfica
Habita en Chile.